# 里登贝格
里登贝格是德国巴伐利亚州的一个市镇。总面积13.23平方公里，总人口986人，其中男性504人，女性482人（2011年12月31日），人口密度75人/平方公里。